# Корячко Дмитро Олександрович
Дмитро́ Олекса́ндрович Коря́чко (3 червня 1992, м. Миколаїв— 29 серпня 2022, Миролюбівка (Бериславський район) Херсонська область)— український військовик, молодший лейтенант, командир другого взводу другої роти механізованого батальйону 17 окремої танкової Криворізької бригада імені Костянтина Пестушка Збройних сил України; захисник територіальної цілісності і суверенітету України під час повномасштабної російсько-української війни, що почалася 24 лютого 2022 року.

## Біографія
Дмитро Олександрович Корячко народився 3 червня 1992 року у Миколаєві. У 1998 році родина переїхала до Кривого Рогу. Спочатку маленький Дмитро навчався у школі № 16, потім почав займатись футболом і був зарахований до футбольного клубу «Кривбас». Тренування не співпадали з другою зміною навчання у школі, тому навчальний заклад довелось змінити. Хлопець провчився у гімназії № 24, потім — у школі № 69. Закінчував 11 клас у педагогічній гімназії № 24. У 2009 році став випускником гімназії.
Дмитро Корячко вступив до Криворізького національного університету, вивчав спеціальність «Теплогазопостачання і вентиляція», кваліфікація — інженер — будівельник. Закінчив ВУЗ у 2014 році. Вже з п'ятого курсу університету криворіжець почав працювати на державному підприємстві
«Кривбасстандартметрологія» інженером з метрології.

## Військова служба
У 2015 році Дмитра призвали на строкову службу, яку він проходив у Каневі. Після її завершення Дмитро Корячко вирішив підписати контракт з 17-ю окремою танковою Криворізькою бригадою імені Костянтина Пестушка.
З 29 серпня 2016 року служив в ЗСУ за контрактом. Протягом шести років він боронив Батьківщину в зонах Антитерористичної операції та Операції об'єднаних сил на Донеччині та Луганщині. Був командиром бойової машини. Дмитро мріяв стати офіцером.
Повномасштабне вторгнення криворіжець зустрів на 29-му блокпості Луганської області, неподалік Новотошківського. 26 лютого у Дмитра мала починатись ротація, він мав їхати додому, але через повномасштабне вторгнення взвод залишився на позиціях. Там ЗСУ стояли півтора місяця, але згодом були змушені відійти.

## Загибель
Дмитро отримав контузію, але зміг відновитись за декілька днів і знову встав у ряди захисників. У кінці серпня їх перенаправили на Херсонський напрямок. 29 серпня 2022 року під час штурму населеного пункту Миролюбівка Бериславського району Херсонської області. Дмитро загинув разом з побратимами.
До останнього подиху він був вірний військовій присязі, служив Батьківщині та народу України.

## Сім'я
Батьки —
Сестра -

### Так Матуся згадує про сина
Мої діти — це мій всесвіт, моя любов і гордість, дві половинки моєї душі. І ось одну з них вирвали живцем…
Діма був надзвичайно добрим, уважним і турботливим, позитивним і відкритим. «Мені є кого захищати,- говорив він, — у мене є мама і сестра. — Хто, як не я?!» І як би складно і важко не було, у розмові зі мною він зажди заспокоював, у нього завжди все було добре. А додому він неодмінно повертався з квітами для мами і сестри. Справедливий, цілеспрямований, відповідальний, щирий і людяний, високоорганізований і на службі, і в повсякденному житті, справжній лідер. Це все мій син, якого я безмежно люблю.

### Друзі
Це був мій кращий друг, — говорить однокурсниця Дмитра Інна Буряк. — Ми познайомились в університеті на четвертому курсі. Це була людина, якій завжди можна довіряти, на яку можна розраховувати. Ми годинами говорили по телефону, коли він був в зоні ООС. Він любив співати в караоке, смачно готував. 28 серпня я йому написала повідомлення: «Молюсь за тебе». Він відповів: «Дякую, сподіваюсь, мені це допоможе». На наступний день він загинув. Мені його дуже не вистачає  

## Нагороди
Почесна медаль "Захиснику Вітчизни"
Пам'ятна медаль "Захиснику Вітчизни"
Відзнака командуючого військ командування "Схід"
Почесна медаль "Захиснику Вітчизни"
Нагрудний знак "Знак пошани"
Нагрудний знак "За заслуги перед містом" ІІІ ступеня (посмертно) 

## Вшанування пам'яті
21 жовтня 2022 року тіло Дмитра поховали на Секторі почесних похованьЦентрального кладовища Кривого Рогу.